# Microsoft Lumia 535
Microsoft Lumia 535 – smartfon z serii Lumia produkowany przez amerykańską firmę Microsoft, zaprezentowany w listopadzie 2014 roku. Działa pod kontrolą systemu operacyjnego Windows Phone 8.1.

## Oprogramowanie

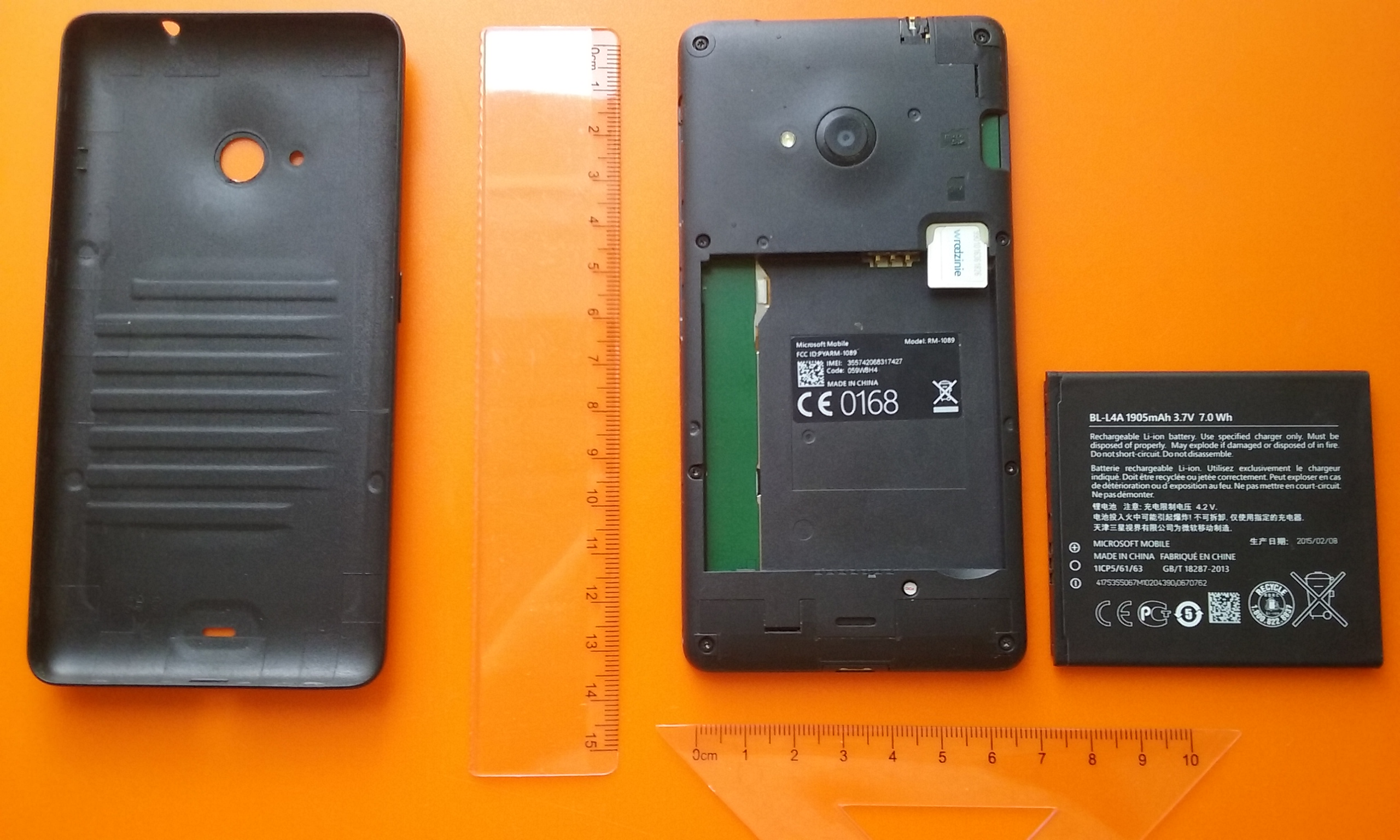
Sloty i bateria

Microsoft Lumia 535 pracuje pod kontrolą systemu Microsoft Windows Phone 8.1 z dodatkiem Lumia Denim. Preinstalowane są programy takie jak: Kalkulator, Zegar, Kalendarz, Budzik, Przypomnienia, Spis telefonów, Zadania, Pokój rodzinny, Kącik dziecięcy, OneNote, Sieci społecznościowe w książce telefonicznej, Portfel, Adidas miCoach. Dodatkowo smartfon wyposażono w podstawowe oprogramowanie biurowe – Excel, Word, PowerPoint i Lync oraz nawigację HERE Maps oraz inne aplikacje wykorzystujące połączenie GPS i rozszerzoną rzeczywistość np. Nokia Miasto w Obiektywie. Użytkownik mógł dodatkowo pobierać aplikacje i gry ze sklepu Windows Phone Store. Wraz z zakończeniem wsparcia technicznego dla systemu Windows Phone 8.1 niektóre z aplikacji i funkcji smartfona przestały działać – m.in. użytkownik nie ma możliwości reinstalowania usuniętych aplikacji i instalowania nowych ze sklepu Windows Phone Store czy wysyłania kopii zapasowych danych i ustawień do chmury.

## Problemy
Od czasu premiery niektóre egzemplarze smartfona posiadają wadę dotyczącą działania ekranu dotykowego, objawiającą się np. samoistną zmianą stopnia powiększenia wyświetlanej treści. Zdaniem Microsoftu przyczyna problemu leżała w błędach oprogramowania, w styczniu 2015 roku firma wydała poprawkę mającą zlikwidować problem. Inna aktualizacja, wydana w marcu tego samego roku częściowo naprawiła błąd. Użytkownikom, których smartfony nadal miały problem z ekranem zalecano kontakt z Microsoft Care.

## Kolorystyka
| Dostępne kolory |
|                 |